# پلانینتسی (استان گابرووو)
پلانینتسی (به بلغاری: Planintsi) یک منطقهٔ مسکونی در بلغارستان است که در تریاونا واقع شده‌است.